# Municipio de Norway (Dakota del Norte)
El municipio de Norway (en inglés: Norway Township) es un municipio ubicado en el condado de Traill en el estado estadounidense de Dakota del Norte. En el año 2010 tenía una población de 169 habitantes y una densidad poblacional de 1,83 personas por km².

## Geografía
El municipio de Norway se encuentra ubicado en las coordenadas 47°27′16″N 97°9′20″O / 47.45444, -97.15556. Según la Oficina del Censo de los Estados Unidos, el municipio tiene una superficie total de 92.45 km², de la cual 92,45 km² corresponden a tierra firme y (0 %) 0 km² es agua.

## Demografía
Según el censo de 2010, había 169 personas residiendo en el municipio de Norway. La densidad de población era de 1,83 hab./km². De los 169 habitantes, el municipio de Norway estaba compuesto por el 100 % blancos. Del total de la población el 0 % eran hispanos o latinos de cualquier raza.